# José Luis Jaimerena Laurnagaray
José Luis Jaimerena Laurnagaray (Elizondo, 12 de maig del 1960) és un ciclista navarrès que només fou professional la temporada 1983. Des del 1996, va entrar a formar part de l'equip de direcció esportiva de l'equip Banesto, actual Movistar Team.

## Palmarès
- 1982
  - Vencedor d'una etapa del Cinturó a Mallorca